# Shiori Miyake
Shiori Miyake (jap. 三宅 史織, Miyake Shiori; * 13. Oktober 1995 in Sapporo) ist eine japanische Fußballnationalspielerin.

## Karriere

### Verein
Sie begann ihre Karriere bei INAC Kōbe Leonessa.

### Nationalmannschaft
Mit der japanischen U-17-Nationalmannschaft nahm sie an der U-17-Weltmeisterschaft der Frauen 2012 teil und hatte dort zwei Einsätze in den Gruppenspielen und im Viertelfinale, das mit 0:1 gegen Ghana verloren wurde.
Im Jahr 2013 debütierte Miyake für die japanischen Nationalmannschaft. Für den Algarve-Cup 2014 wurde sie nominiert, aber nicht eingesetzt. Danach wurde sie erst wieder im Oktober 2017 berücksichtigt.
Bei der Ostasienmeisterschaft 2017, die die Japanerinnen als Zweite abschlossen, wurde sie in den drei Spielen eingesetzt.
Sie wurde in den Kader der Asienmeisterschaft der Frauen 2018 berufen, aber nur im Halbfinale eingesetzt. Bei den gewonnenen Asienspielen 2018 verpasste sie als einzige japanische Spielerin keine Minute.
Bei der WM 2019 stand sie im Kader, wurde aber nicht eingesetzt. Beim Gewinn der Ostasienmeisterschaft 2019 wurde sie in zwei der drei Spiele eingesetzt.
Bei den wegen der COVID-19-Pandemie um ein Jahr verschobenen Olympischen Spielen in ihrer Heimat stand sie als Back-up im Kader, wurde aber nicht eingesetzt.
Im Januar 2022 wurde sie in den Kader für die Asienmeisterschaft 2022 berufen. Beim Turnier, das für Japan nach einer Niederlage im Elfmeterschießen gegen China endete, kam sie im ersten und dritten Gruppenspiel zum Einsatz. Mit dem Einzug ins Halbfinale konnten sich die Japanerinnen für die WM 2023 qualifizieren.
Am 13. Juni 2023 wurde sie für den finalen Kader bei der Weltmeisterschaft 2023 nominiert. Bei der WM, die für die Japanerinnen mit einer Viertelfinalniederlage gegen Schweden endete, wurde sie nur im zweiten Gruppenspiel gegen  Costa Rica eingesetzt.

## Errungene Titel

### Mit der Nationalmannschaft
- Asienmeisterschaft: 2018
- Asienspiele: 2018
- Ostasienmeisterschaft: 2019

### Mit Vereinen
- Nihon Joshi Soccer League: 2013